# Acfred II de Carcassona
Acfred II de Carcassona (? - ca. 933) fou comte de Carcassona i Rasès (908-933).

## Orígens familiars
Fou el segon fill del comte Oliba II de Carcassona, i germà petit de Benció I de Carcassona.

## Ascens al tron comtal
Succeí l'any 908 al seu germà Benció I, per la prematura mort d'aquest. No es coneix gaire cosa de la seva vida i es desconeix si es va casar i si tingué descedents legítims.
Fou succeït per Arsenda de Carcassona, filla del seu cosí Acfred I d'Aquitània i neta d'Acfred I de Carcassona.